# Звъника
 Тази статия е за растението.  За селото в Южна България вижте Звъника (село).  
Звъника или Звъниче (Hypericum) е род тревисти растения от семейство Звъникови (Hypericaceae). Най-известният му представител е жълтият кантарион (Hypericum perforatum). Родът има около 300 вида, растящи предимно в Средиземноморието и Балканските страни. В България се срещат около 22 вида, сред които балканските ендемити дегенова звъника (H. degeni), сенниковидна звъника (H. umbellatum) и румелийска звъника (H. rumeliacum). Расте из цялата страна, по тревисти места, храсталаци, сечища и ниви.
Растението е споменато още от Диоскурид. Латинското му название идва от гръцки – „ипер“ – „над“ и „ейкон“ – „изображение, икона“, поради факта, че са го поставяли над олтари, икони и мощи, като се е смятало, че звъниката гони злите сили.

## Други
На звъниката е наречена улица в квартал „Белите брези“ в София (Карта).